# Meervoud (Nederlands)
Met meervoud, of pluralis,  worden die taalkundige vormen aangegeven die betrekking hebben op meer dan één zaak. Meervoud komt voor bij het zelfstandig naamwoord en het werkwoord, en daarmee samenhangend bij het lidwoord en het bijvoeglijk naamwoord. Ook bij het persoonlijk voornaamwoord is sprake van meervoud, alhoewel het daarbij niet om een met het enkelvoud samenhangende meervoudsvorm gaat, maar om eigen woorden voor het meervoud.
In het Nederlands gelden verschillende grammaticale regels en uitzonderingen voor meervoudsvorming bij zelfstandige naamwoorden.

## Meervoud in zelfstandignaamwoordgroepen
Meervoud verwijst naar een van de volgende eigenschappen:
- bij zelfstandignaamwoordgroepen: de vormkenmerken die aangeven dat het betreffende naamwoord op meer dan één zaak betrekking heeft.

het beest - de beesten
In dit voorbeeld worden in de naamwoordgroep de beesten de vorm van het lidwoord (de in plaats van het) en het zelfstandig naamwoord (beesten met de uitgang -en) bepaald door het verwijzen naar meer dan één beest. We zeggen van deze woordgroepen dat ze in het meervoud staan.
- bij met een zelfstandignaamwoordgroep congruerende woordgroepen: de vormkenmerken die aangeven dat de zelfstandignaamwoordgroep waarmee de woordgroep congrueert, op meer dan één zaak betrekking heeft.

Een zeer klein beest graast - Zeer kleine beesten grazen
In dit voorbeeld worden in de zin Zeer kleine beesten grazen de vorm van de bijvoeglijke bepaling zeer kleine (met de uitgang -e) en die van het gezegde (grazen met de uitgang -en) bepaald door het verwijzen naar meer dan één beest.
- als betekenisaspect: het verwijzen van een zelfstandignaamwoordgroep naar meer dan één zaak.

## Altijd of nooit in het meervoud
Sommige zelfstandige naamwoorden kunnen wat het vormaspect betreft uitsluitend in het meervoud staan. Woordgroepen die met een dergelijk plurale tantum congrueren, krijgen ook de vormkenmerken van het meervoud. Of ze ook een meervoudige betekenis krijgen, is niet altijd makkelijk na te gaan. Nederlandse voorbeelden zijn: hersenen, personalia en onkosten.
Sommige aardrijkskundige namen bestaan alleen in het meervoud: Pyreneeën, Dardanellen, Maldiven, Balearen. Een Alp bestaat nog, de Alpen bestaan uit veel bergen die elk Alp heten, maar een Pyrenee en een Baleaar bestaan niet. Lofoten is eigenlijk geen meervoud maar wordt in het Nederlands als meervoud herkend.
Sommige woorden hebben geen meervoud (singulare tantum). Bijvoorbeeld het heelal, de muziek, de slaap, als synoniem van het slapen. Slapen als meervoud betreft het lichaamsdeel.

### Geen meervoud
Sommige woorden blijven bij voorkeur enkelvoud als ze direct na een getal komen. Het betreft de volgende typen woorden:
- Valuta: euro, dollar, cent enz.
  - Echter niet de namen van munten: stuiver, dubbeltje enz. Er is dan ook verschil tussen 25 centen (25 munten van een cent) en 25 cent (het bedrag dat ergens voor betaald wordt).
- De meeste wetenschappelijke eenheden: centimeter, volt, kilogram enz.
  - Wat eenheden van tijd betreft: dit geldt alleen voor seconde, uur en jaar, soms ook voor maand.
- Het woord paar (tweetal): drie paar sokken.

Is zo'n woord onderwerp in de zin, dan staat het werkwoord in het enkelvoud: Drie jaar is een lange tijd. Maar ook: Drie jaren zijn een lange tijd.
Komt er een ander woord tussen het getal en het zelfstandig naamwoord, dan is het meervoud verplicht: zes vervelende uren, twintig Engelse ponden. 
Sommige woorden hebben zelf geen meervoud; in plaats daarvan wordt het meervoud van een synoniem gebruikt:
- aanbod - aanbiedingen
- beleg (als synoniem van "belegering") - belegeringen
- bod - biedingen
- dank - dankbetuigingen
- gedrag - gedragingen
- genot - genietingen
- lof - loftuitingen of lofbetuigingen
- raad (advies) - raadgevingen, maar: raad (college) - raden

Stofnamen als melk, kwik, goud hebben ook geen meervoud, net als speelgoed. Van gereedschap bestaat wel het meervoud gereedschappen, maar dan in algemene zin. Voor het enkelvoud gebruikt men een stuk gereedschap (of een werktuig) in plaats van een gereedschap, hoewel men tegenwoordig ook wel eens één gereedschap, twee gereedschappen hoort. In plaats van een stuk speelgoed zegt men wel een speeltje.

## Regelmatige meervoudsvorming
In het Nederlands vindt meervoudsvorming bij zelfstandige naamwoorden in het algemeen plaats met behulp van uitgangen. De meest voorkomende daarvan zijn -en en -s (de overgrote meerderheid van de Nederlandse zelfstandige naamwoorden heeft een meervoud op -en). Minder vaak komt de uitgang -eren voor (zie ook #Stapelmeervoud). Bij samenstellingen die op -man eindigen, kan de uitgang veranderen in -lieden, -lui en -mensen (zie #Beroepen eindigend op ''-man''). Bij niet oorspronkelijk Nederlandse woorden worden wel meervoudsuitgangen gebruikt die aan andere talen ontleend zijn: -a bij woorden op -um, -i bij woorden op -us, -ices bij woorden op -ex.
Een meervoudsvorm die op -s eindigt komt in de regel voor bij woorden die op een klinker eindigen of die een sjwa in de laatste lettergreep hebben. Hierop zijn uitzonderingen. Als regel wordt de -s direct achter het zelfstandig naamwoord geplaatst, tenzij een apostrof nodig is om te verhinderen dat de open klinker gedekt wordt.
- na een klinker, met apostrof
  - baby – baby’s (het Engelse meervoud babies geldt in het Nederlands als onjuist)
  - auto – auto’s (maar de klinker wordt verdubbeld in autootje)
- na een klinker, zonder apostrof
  - code - codes
  - café – cafés
  - etui – etuis
  - cadeau - cadeaus (het Franse meervoud cadeaux geldt in het Nederlands als onjuist)
- na een sjwa in de laatste lettergreep
  - printer – printers
  - egel - egels
  - jongen - jongens

Als het zelfstandig naamwoord eindigt op een onbeklemtoonde -el, -em, -es, -et, -ik of -it, krijgt de meervoudsvorm een enkele medeklinker:
- artikel - artikelen (ook: artikels)
- vadem - vademen (ook: vadems)
- lobbes - lobbesen
- lemmet - lemmeten
- monnik - monniken
- kievit - kieviten (ook: kieviet - kievieten)

## Onregelmatige meervoudsvorming
In een beperkt aantal gevallen is de meervoudsvorming onregelmatig. De voornaamste zijn:
- uitgang -en met -i- als overgangsklank
  - koe - koeien
  - vlo - vlooien
- uitgang -nen (naast andere mogelijkheden)
  - lende - lendenen (ook: lenden). Dit woord komt oorspronkelijk van het archaïsche woord lenden, waarvan de -n uit de officiële spelling gehaald is vanwege het verdwijnen van die -n in de spreektaal.
- uitgang -iën met accentwisseling (in archaïsch taalgebruik)
  - kleinood - kleinodiën (ook: kleinoden)
  - sieraad - sieradiën (ook: sieraden)
- uitgang -en
  - epos - epen (ook: epossen)
  - genius - geniën (NB. genie - genieën)

## Klinkerverandering
In het Duits is het een vrij normaal verschijnsel dat de stamklinker van een woord meeverandert in het meervoud (umlaut). In het Nederlands komt dat onder andere voor bij de volgende woorden (in sommige gevallen komt de veranderde klinker ook voor in het verkleinwoord):
- ...heid - ...heden
- stad - steden

Bij veel woorden verandert de gedekte klinker in een open klinker. Veel van deze woorden zijn onzijdig, sommige zijn mannelijk (hieronder met (m)). Het gevolg is dat de spelling heel regelmatig lijkt (er wordt -en aan het woord toegevoegd) terwijl bij een regelmatig meervoud vaak de spelling verandert (bom-bommen met een extra m, boom-bomen met een weggevallen o). Het gaat om de volgende woorden:
| - allel - allelen - bad - baden - -bod - -boden (in de woorden 'verbod' en 'gebod', het woord 'bod' heeft geen meervoud) - bevel - bevelen - blad - bladen (blaadje), bladeren, blaren (het laatste is ook het meervoud van 'blaar') - dag - dagen (m) (ook open klinkers in: daags, dagelijks, vandaag) - dak - daken - dal - dalen - -drag - -dragen (in de woorden 'bedrag' en 'verdrag') - gat - gaten (gaatje) - gebed - gebeden - gebrek - gebreken - gelag - gelagen - gelid - gelederen † - gemet - gemeten - gen - genen - glas - glazen (glaasje) (ook open klinkers in: glazig, glazenier) - god - goden (m) - graf - graven (ook meervoud van 'graaf') - hertog - hertogen (m) - hol - holen | - hof - hoven (m) - kot - koten (België) (naast het meervoud 'kotten') - lid - leden † - -lof - -loven (in de woorden 'verlof' en 'oorlof', het woord 'lof' heeft geen meervoud) - lot - loten (lotje, lootje) (ook meervoud van 'loot') - oorlog - oorlogen (m) - pad - paden (paadje) (smalle weg - het meervoud van pad (amfibie) is padden) - rad - raderen (radertje) - rif - reven † (enkel in de betekenis 'een strook van een zeiloppervlak dat opgevouwen kan worden') - schip - schepen (scheepje) † - schot (bijvoorbeeld met een vuurwapen) - schoten - slag - slagen (m,o) (ook open klinker in: slaags) - slot (einde, kasteel, sluitingsmechanisme) - sloten (ook meervoud van 'sloot') - smid - smeden (m) † - spel - spelen (het meervoud van het spelmateriaal is 'spellen') - spit - speten † (ook spitten) - staf - staven (staafje) (is ook meervoud van 'staaf') - stag - stagen - tred - treden (m) (is ook het meervoud van 'trede') - vat - vaten (vaatje) (in de betekenis 'ton', meervoud van handvat is handvatten) - weg - wegen (m) (ook open klinker in: weegs) |

† In tegenstelling tot wat de schrijfwijze doet vermoeden, is de ee de open versie van i. De woorden gelid, lid, rif, schip, smid en spit horen dus ook in dit rijtje.
Bij woorden naar klassiek voorbeeld die eindigen op -or (mannelijk) of -on (meest onzijdig) wordt ook de klinker verlengd. Bovendien wordt de klemtoon naar die klinker verplaatst. Ook komt wel een meervoud met -s voor. Hieronder staan enkele voorbeelden.
| - ion - ionen - proton - protonen - neutron - neutronen - neuron - neuronen / neurons - demon - demonen / demons (m) | - doctor - doctoren / doctors (meervoud van het vernederlandste dokter (arts) is dokters, maar doktoren komt ook voor) - transformator - transformatoren / transformators - motor - motoren / motors - sponsor - sponsors / sponsoren - tractor - tractoren / tractors |

## Stapelmeervoud
Sommige woorden hebben een meervoudsvorm die ontstaan is door aan het oorspronkelijke meervoud, dat niet meer als zodanig werd herkend, alsnog een meervoudsuitgang toe te voegen. Men noemt dit verschijnsel stapelmeervoud. Het zijn onder andere de onzijdige woorden met de meervoudsuitgang -eren
| - been - beenderen (botten) (ook: benen (ledematen)) - blad - bladeren (van planten) (ook: bladen (papier)) - ei - eieren - gelid - gelederen - gemoed - gemoederen - goed - goederen - hoen - hoenderen - kalf - kalveren | - kind - kinderen - kleed - kle(de)ren (kledingstukken) (ook: kleden (vloerbedekking)) - lam - lammeren - lied - liederen - rad - raderen - rund - runderen - volk - volkeren (naties) (ook: volken (populaties)) |

De extra uitgang verdwijnt meestal in samengestelde woorden: kinderspel, eierschaal.
De volgende meervouden kunnen als stapelmeervoud opgevat worden, maar zijn van een andere orde:
- Oorspronkelijk schoe - schoen; thans alleen schoen - schoenen
- Oorspronkelijk tee - teen; thans alleen teen - tenen
- Correct biel - biels; thans ook biels - bielzen, maar niet biel - bielzen
- Correct rail - rails; soms gehoord, maar niet erkend rails - railzen

In de uitdrukking "op de been" is been een oude meervoudsvorm die morfologisch samenviel met het enkelvoud.
Het omgekeerde doet zich ook voor: een woord dat op -en eindigt maar oorspronkelijk geen meervoud is, werd gaandeweg  als meervoud opgevat, waarna er een nieuwe enkelvoudsvorm ontstaat:
- Oorspronkelijk cyclamen - cyclamens; thans meestal cyclaam - cyclamen

In de volgende gevallen is het enkelvoud op -en ook als meervoud opgevat, maar zonder dat er een nieuw enkelvoud ontstond: 
- het gluten - de gluten; er zitten gluten in dat brood (in plaats van: er zit...)
- het pollen - de pollen; pollen veroorzaken hooikoorts (in plaats van: veroorzaakt)
- Lofoten - heet/heten in elke taal zo, eindigend op -en

## Griekse meervoudsvormen
Enige woorden die oorspronkelijk uit het Oudgrieks komen, kennen in het Nederlands nog het Griekse meervoud. Daarnaast is doorgaans ook de Nederlandse meervoudsvorm geaccepteerd:
| - basis - bases / basissen - crisis - crises / crisissen | - dogma - dogmata / dogma's - lemma - lemmata / lemma's | - thema - themata / thema's - trauma - traumata / trauma's |

De categorie eindigend op -ta wordt veelal als archaïsch beschouwd en vooral in vaktaal gebruikt.

## Latijnse meervoudsvormen
Een aantal woorden uit het Latijn worden nog op Latijnse wijze verbogen in het meervoud. Soms is een Nederlands meervoud als alternatief aanwezig, dat in een enkel geval de voorkeur heeft.
| - politica - politica's - politicus - politici (zowel mannen als vrouwen; zie medicus & musicus) - medicus - medici - musicus - musici | - genus - genera - index - indices (indexen) - tempus - tempora - plurale tantum - pluralia tantum - singulare tantum - singularia tantum | - opus - opera (opussen) - casus - casus (casussen) - collega - (vroeger: collegae) collega's - medium - media (medium (persoon) - mediums) | - museum - musea (museums) - jubileum - jubilea (jubileums) - datum - data (datums) - decennium - decennia (decenniën) | - preses - presides (presessen) - quaestor - quaestores (quaestors, quaestoren) - quaestrix - qaestrices - matrix - matrices (matrixen) |

## Beroepen eindigend op-man
Veel beroepsnamen die in het enkelvoud eindigen op -man, krijgen in het meervoud in plaats daarvan -lieden of -lui. De eerste meervoudsvorm geeft een wat hogere sociale status weer. Het regelmatige meervoud op -mannen is meestal ook erkend en heeft bij nieuwe woorden (zoals ombudsman, barman) doorgaans de voorkeur.
- bewindsman - bewindslieden, bewindslui, bewindsmannen
- politieman - politielui, politielieden, politiemannen
- timmerman - timmerlui, timmerlieden, timmermannen
- tuinman - tuinlui, tuinlieden, tuinmannen
- vakman - vaklui, vaklieden, vakmannen
- visserman - visserlui, visserlieden, vissermannen
- voddenman - voddenlui, voddenlieden, voddenmannen
- voerman - voerlui, voerlieden, voermannen
- vogelman - vogellui, vogellieden, vogelmannen
- zeeman - zeelui, zeelieden, zeemannen

Uitzonderingen op deze regels zijn: bloemenmannen, groentemannen, huismannen, medicijnman, melkmannen, paardenmannen, schillenmannen, vismannen, wasmannen. 